# Euphorbia aculeata
Euphorbia aculeata är en törelväxtart som beskrevs av Peter Forsskål. Euphorbia aculeata ingår i släktet törlar, och familjen törelväxter. Inga underarter finns listade i Catalogue of Life.